# Xlinksモロッコ - 英国電力プロジェクト

モロッコイギリス間の送電線配置図

Xlinksモロッコ - 英国電力プロジェクト は、モロッコ王国からイギリスへ、太陽光発電と風力発電による電力を送るために、10.5GWの再生可能エネルギー発電、20GWhの蓄電池、3.6GWの高圧直流インターコネクタを作るという提案である。 モロッコは天候がずっと安定していて緯度も低いため、真冬でも安定した太陽光発電ができるはずと考えられる。
建設されれば、3,800kmのケーブルは海底電力ケーブルとしては最長となり、英国の電力消費量の最大7.5％、700万世帯分を供給できることになる。

## 現状
2022年5月の時点で、Xlinksは「最大」4000万ポンドの開発資金を確保しており、必要な数十億ポンドの投資資金を調達するための銀行家の起用も間近と報じられていた。
Sky Business News は、同社が「その計画について 英国]政府と広範囲にわたる議論を行っており、特にホワイトホールの関心を集めている」と報じている。

## 発電
発電は、約 200 km2 (77 平方マイル) の太陽光発電所と約 1,500 km2 (580 平方マイル) の風力発電所から提案され、20 GWh / 5 GW のバッテリーで補完される。 計画されている総発電容量は公称 10.5 GW 。

### 位置

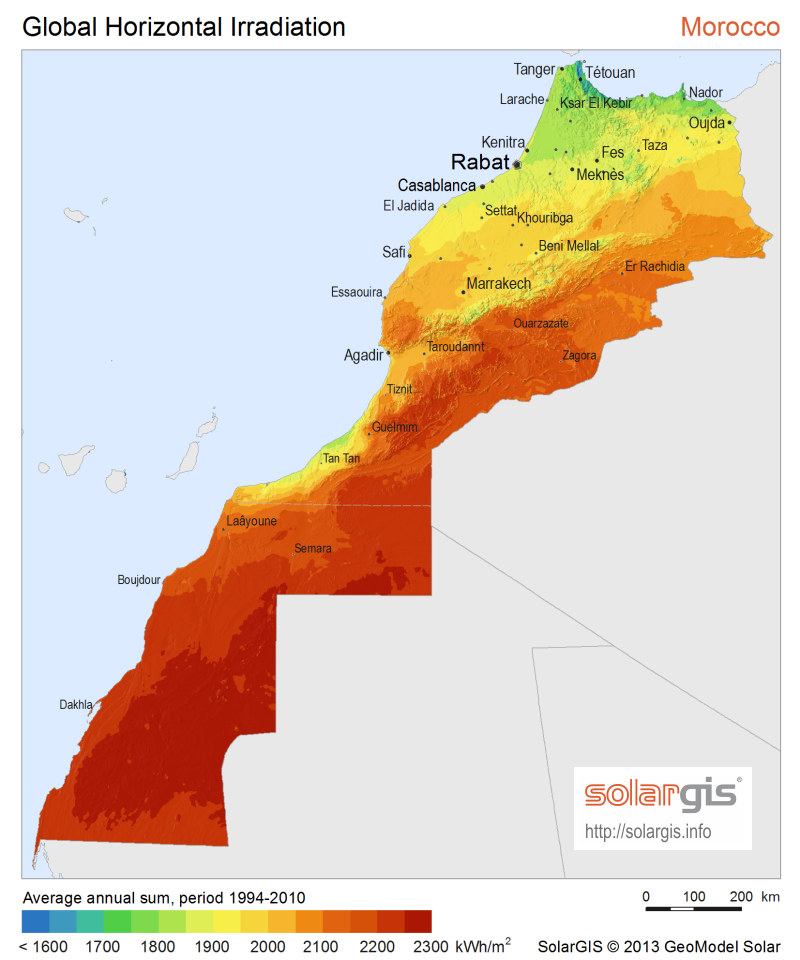
モロッコの太陽光エネルギー分布

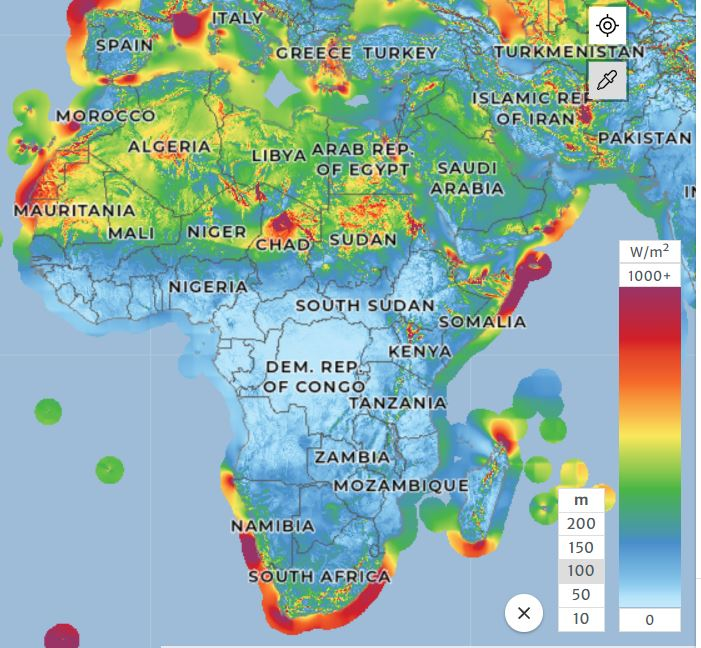
アフリカの風力分布

風力、太陽光発電所はモロッコのゲルミン＝オウィド・ノウン地方に設置される。この地域は次のような優れた特徴を持っているː
- ここの砂漠の日射量はとても多く全球水平放射照度(GHI)は北アフリカで 3 番目に高い。[4][9]
- 北と北西から一貫して強い風が吹いている。海岸から内陸の山脈は風を集中させ、アフリカで最も高い陸上風力エネルギー密度が得られる。

### 1日の電力の平準性
太陽光発電所は日中に発電し、太陽光パネルは太陽を追尾して、朝と夕方の出力を増やす。モロッコでは、サハラ砂漠とより涼しい大西洋との温度差により、午後と夕方に卓越風が最も強く吹く。これらの発電特性とバッテリーを組み合わせることで、 1 日の 24 時間のうち約 20 時間、送電能力を最大限活かすことが出来る。

### 季節性の電力の平準性
年間を通じて強烈な日差しが降り注ぐため、ソーラーパネルは英国の 3 倍のエネルギーを生成することが期待される。太陽光発電は、英国では日光が不足し、日が短い冬の月を含め、年間を通じて機能する。信頼性の高い卓越風は、ヨーロッパの弱風時でも一貫して電力を生成し続ける。

## 国際送電網

### 経路
建設された場合、海底ケーブルはモロッコ南部のタンタン近くの上陸地点から、イギリスのデヴォンの北海岸近くのアルバーディスコットにある国の グリッド接続ポイントまで敷設される。
ケーブルは、モロッコからイギリスまでの浅瀬のルートをたどり 、 最大水深 700 メートル (2,300 フィート) まで到達する。 大陸棚をたどる経路は、最短経路よりも長くなる一方、技術的な難易度は低く、 ビスケー湾の深海を避けることができる。
ケーブル ルートはスペイン、ポルトガル、フランスを通過しますが、これらの国への電気接続は計画されていない。 これにより、これらの国からの許可の取得が大幅に簡素化される。

### 技術仕様
海底ケーブルには高圧直流送電を用いる。合計3.6 GW の送電線は、2 つの独立した 1.8 GW 回路で構成され、それぞれが別々の正と負のケーブル で構成される。